# 3-丁二酰亚氨基丙酸
3-丁二酰亚氨基丙酸是一种有机化合物，化学式为C7H9NO4。它可由丁二酸酐和β-丙氨酸反应制得。它具有羧酸的通性，如在酸催化下和乙醇反应得到酯，和过氧化氢反应生成相应的过氧酸。